# Янич, Милан
Ми́лан Я́нич (серб. Милан Јанић; 14 июня 1957, Бачка-Паланка — 1 января 2003, Белград) — югославский гребец-байдарочник, выступал за сборную Югославии в конце 1970-х — первой половине 1980-х годов. Серебряный призёр летних Олимпийских игр в Лос-Анджелесе, трёхкратный чемпион мира, трижды серебряный призёр Средиземноморских игр, победитель многих регат республиканского и международного значения. Также известен как тренер по гребле на байдарках и каноэ.

## Биография
Милан Янич родился 14 июня 1957 года в городе Бачка-Паланка.
Первого серьёзного успеха на взрослом международном уровне добился в 1978 году, когда попал в основной состав югославской национальной сборной и выступил на домашнем чемпионате мира в Белграде, где в одноместных байдарках получил серебряную медаль на дистанции 1000 метров и стал чемпионом на дистанции 10 000 метров. Год спустя выиграл три серебряные медали на Средиземноморских играх в Сплите: в одиночках на километре и пяти километрах, а также в двойках на километре. Кроме того, съездил на мировое первенство в немецкий Дуйсбург, защитив чемпионское звание в одиночках на десяти километрах.
Благодаря череде удачных выступлений удостоился права защищать честь страны на летних Олимпийских играх 1980 года в Москве — участвовал здесь в программе одиночек на пятистах и тысяче метрах, в обеих дисциплинах пробился в финальную стадию турнира, однако попасть в число призёров не смог, в решающих заездах финишировал четвёртым и седьмым соответственно.
В 1981 году побывал на чемпионате мира в английском Ноттингеме, откуда привёз награду серебряного достоинства, выигранную в байдарках-одиночках на десяти тысячах метров. В следующем сезоне в той же дисциплине стал чемпионом на мировом первенстве в Белграде, ещё через год на аналогичных соревнованиях в финском Тампере взял серебро.
Будучи одним из лидеров югославской национальной сборной, успешно прошёл квалификацию на Олимпийские игры 1984 года в Лос-Анджелесе — в одиночках на тысяче метрах завоевал серебряную медаль, уступив в финале новозеландцу Алану Томпсону. Помимо этого стартовал и на пятистах метрах, однако в данном случае показал на финише лишь девятый результат. При всём при том, страны социалистического лагеря по политическим причинам бойкотировали эти соревнования, и многих сильнейших спортсменов из ГДР, Восточной Европы и СССР здесь попросту не было.
После завершения спортивной карьеры Янич работал тренером по гребле на байдарках и каноэ, в том числе тренировал троих своих детей, Наташу, Мичо и Стьепана, которые тоже стали довольно известными гребцами, выступая помимо Югославии за Сербию, Хорватию и Венгрию.
Умер 1 января 2003 года в Белграде.